# شعرية الإبرة الفضية
معكرونة الإبرة الفضية (بالصينية المبسطة 银针粉 )، ( بالصينية التقليدية 銀針粉 ) هي مجموعة متنوعة من الشعرية الصينية .  قصيرة حيث يبلغ طولها حوالي 5 سم وقطرها 5 مم. لونها أبيض شبه شفاف. متاحة في العديد من الأسواق الصينية في المناطق الصينية المأهولة بالسكان مثل هونغ كونغ وتايوان وإندونيسيا وماليزيا وسنغافورة.

## أسماء
تم استخدام عدد كبير من الأسماء لوصف هذه المعكرونة. حيث تعرف باسم معكرونة الإبرة الفضية في هونغ كونغ وتايوان، ومعكرونة الجرذ في ماليزيا وسنغافورة. ومعروفة باسم locupan في اندونيسيا. أخذت هذه التسمية لأن شكلها طويل ومدبب مثل ذيل الجرذ، أو الإبر الشفافة البيضاء، أو من الطريقة التي تصنع بها الشعرية بدفعها عبر فتحات الغربال.

## التّصنيع
تُصنع المعكرونة من مزيج من دقيق الأرز المطحون من الأرز الدبق أو غير الدبق والماء، ولكن يتم دمجها أحيانًا مع نشا الذرة لتقليل التكسر أثناء الطهي.  تصنع عن طريق دفع عجينة الأرز والماء عبر غربال مباشرة إلى الماء المغلي.  تصنع يدوياً مباشرةً قبل التقديم. متوفرة طازجة فقط، وهي تضنع قبل من بائعي المعكرونة ونادراً ما يتم إنتاجها تجاريًا، كما أنه من الممل جدًا صنع كمية صغيرة للاستهلاك المنزلي.

## التحضير
قد تكون هذه المعكرونة مقلية ومتبلة بمزيج من الصلصات، مطبوخة في الحساء أو مطبوخة جافة في وعاء من الصلصال. كما هو الحال مع معظم المعكرونة الصينية، يمكن تقديمها على الفطور أو الغداء أو العشاء كطبق رئيسي أو مكمل لوجبة الأرز. يقدمها العديد من المطاعم الصينية والباعة المتجولين والأكشاك على جانب الطريق بأشكال مختلفة. ويمكن العثور عليها على نطاق واسع في جنوب شرق آسيا.  والغرض من استخدام وعاء الصلصال هو الحفاظ على دفء الطبق.

## روابط خارجية
- 2010-07-13 草 嶺 清涼 系列 -2 ~ 米苔目 نسخة محفوظة 10 مايو 2017 على موقع واي باك مشين.
- 康樂社區遊客米苔目DIY
- 【MUJO趴趴走-宜蘭三星銀柳節】 2012手工米台目製作體驗. 食譜و實作